# Кам'янисте
Кам'яни́сте — село в Україні, у Золочівському районі Львівської області. Орган місцевого самоврядування — Золочівська міська рада.
Бувша німецька колонія — Казимирівка.

## Населення
За переписом 2001 року в селі було 67 жителів. Станом на 2015 рік в селі проживало 23 жителі. Частина будинків покинуті. Більшість населенн — пенсіонери. Магазин в селі не працює із 2000 року.

## Пам'ятки
В селі є невелика дерев'яна церква-каплиця Покрова Пр. Богородиці з середини 1930-х рр.